# Judy & Punch
Judy & Punch és una pel·lícula d'humor negre australiana de 2019 escrita i dirigida per Mirrah Foulkes, el seu debut com a directora. Hi actuen Mia Wasikowska, Damon Herriman, Tom Budge, Benedict Hardie, Gillian Jones, Terry Norris, Brenda Palmer i Lucy Velik.
Es va estrenar el 17 de gener de 2019 al Festival de Cinema de Sundance. Es va estrenar el 21 de novembre de 2019 a Austràlia i el 5 de juny de 2020, als Estats Units.
Ha estat doblada i subtitulada al català i es va estrenar a Catalunya el 28 d'agost de 2020.

## Argument
A la ciutat de Seaside, els titellaires Judy i Punch fan l'impossible per tornar a tenir èxit amb el seu espectacle. Aviat el xou és un èxit sobretot gràcies a les increïbles habilitats de la Judy, però l'ambició d'en Punch i la seva addicció a l'alcohol tindran com a resultat una tragèdia inevitable... La Judy comença a preparar la seva venjança.

## Repartiment
- Mia Wasikowska com a Judy
- Damon Herriman com a Punch
- Benedict Hardie com a Derrick Fairweather
- Tom Budge com a Sr. Frankly
- Gillian Jones com a Dr. Goodtime
- Eddie Baroo com a Nordic Man
- Virginia Gay com a Ma
- Kiruna Stamell com a Mavis
- Lucy Velik com a Polly
- Terry Norris com a Scaramouche
- Brenda Palmer com la criada Maude

## Producció
L'octubre de 2017 es va anunciar que Mia Wasikowska s'havia unit al repartiment de la pel·lícula i que Mirrah Foulkes la dirigiria basant-se en el guió que va escriure. L'abril de 2018 s'hi va unir l'actor Damon Herriman.

## Estrena
La pel·lícula es va presentar al Festival de Cinema de Sundance el 27 de gener de 2019. Al cap de poc, Samuel Goldwyn Films en va adquirir els drets de distribució als Estats Units. A Austràlia es va estrenar el 21 de novembre de 2019 i als Estats Units, el 5 de juny de 2020.
A Catalunya, la pel·lícula es va estrenar el 28 d'agost de 2020 als cinemes i també està disponible a la plataforma Movistar+.